# 椎名法子
椎名 法子（しいな のりこ、1982年11月22日 - ）は、日本の女優、タレント、歌手。大阪府交野市出身。元サムデイ所属。堀越高等学校卒業。夫は元プロサッカー選手で現在は六本木にあるバー「UNION」の経営者で実業家の斉藤紀由。

## 来歴
1997年、'97JUNONスウィート&スウィートコンテストでグランプリ受賞をきっかけに芸能界入り。
2001年度に宮地真緒、小向美奈子、浅見れいなと共にフジテレビビジュアルクイーンに選ばれ、同年にはグラビアアイドルとしてイメージビデオのDVDをリリース。
2001年後半から歌手として活動する際、「shiina」名義を使うようになった（後に「椎名法子」名義に戻す）。かつてはつんく♂が椎名の大ファンで、音楽プロデュースを行ったことがある。
2006年9月より、女性二人組バンド「P's」として活動。メンバーはmeguとshiina。週末に渋谷公会堂前で路上ライブを行っており、同年10月にはライブハウスでのライブを開催。
2012年11月22日、「いい夫婦の日」でもある30歳の誕生日に自身のブログにて元サッカー選手の斉藤紀由と結婚していたことと、第一子にあたる長女を出産していたことを報告。
2016年10月14日に放送されたTBS系『爆報! THE フライデー』に出演し、夫の斉藤紀由ががんに冒され闘病していたことを告白。
2017年3月13日、第二子（男児）の出産を報告。
2020年には自身のブログで夫である斉藤紀由のガンが完全に完治したことを報告している。

## 人物

### 家族
兄、姉がそれぞれ1人ずついる。

### 特技
モノマネ。レパートリーは長渕剛、いっこく堂など。

### 交友関係
堀越学園高校時代の同級生に深田恭子や加藤あい、仲根かすみ、Sowelu、小高早紀、上良早紀、濱松咲、藤原竜也がいる。
舞台『猫目倶楽部』で共演した三好絵梨香と仲がよく、ブログに三好との写真を掲載することがある。

## 作品

### シングル
1. 青空だけが空じゃない（1999年4月21日、FLCF-3749）オリコン97位
2. 椅子（1999年10月27日、FLCF-3760）オリコン35位
  1. 椅子[5:00]（作詞：秋元康／作曲：馬場俊英／編曲：K.C.RINGS／Sound Architect：浦田恵司／キーボード＆ボーカル：柴草玲／ギター：Yoshio Miyazaki／ベース：美久月千晴／ドラム：宮城壮一(MIYA)／プログラミング：Seiichi Takubo））
    - 札幌テレビ「号外!!爆笑大問題」のエンディング曲として、本人のプロモーションビデオと共に放映
    - ロッテ「紗雪」CMソング

  2. 太陽のように[4:00]（作詞：秋元康／作曲：ミト／編曲：K.C.RINGS／Sound Architect：浦田恵司／キーボード＆ボーカル：柴草玲／ギター：Yoshio Miyazaki／ベース：美久月千晴／ドラム：宮城壮一(MIYA)／プログラミング：Seiichi Takubo）
  3. 椅子(Instrumental)[5:00]
3. ドレミファソラシド（2000年4月19日、FLCF-3785）オリコン59位
  1. ドレミファソラシド[4:02]（作詞：秋元康／作曲：ミト／編曲：五十嵐宏治／ベース：MASATO YAMADA／エレキギター：HIROSHI NAKAYAMA／キーボード：五十嵐宏治／ドラム：松永俊弥）
    - ライオン「Banウォータリージェルデオドラント」CMソング

  2. 言葉になんてできない[5:22]（作詞：秋元康／作曲：馬場俊英／編曲：五十嵐宏治／ベース：MASATO YAMADA／エレキギター：HIROSHI NAKAYAMA／キーボード：五十嵐宏治／ドラム：松永俊弥）
  3. ドレミファソラシド(Instrumental)[4:01]
4. P.S.GOOD-BYE（2001年2月21日、FLCF-3839）オリコン70位
  1. P.S.GOOD-BYE[3:55]（作詞・作曲：つんく／編曲：鈴木俊介）
    - NTV系「shin-D Ryo」主題歌

  2. 好きな人は君だけだよ[4:34]（作詞・作曲：つんく／編曲：鈴木俊介）
  3. P.S.GOOD-BYE(Instrumental)[3:54]

  - この作品までは「椎名法子」名義
5. 大きなあなた小さなわたし／カナリア（2001年8月1日、FLCF-3871）オリコン25位
  1. 大きなあなた小さなわたし[4:18]（作詞：shiina／作曲：カナコ(speena)／編曲：Haya10）
    - フジテレビ「HEY!HEY!HEY!」のエンディング曲として、本人のプロモーションビデオが放映されていた
    - 賃貸住宅ニュース社「CHINTAI」CMソング

  2. カナリア[4:37]（作詞：shiina／作曲・編曲：T2ya）
  3. 大きなあなた小さなわたし (instrumental)[4:16]
  4. カナリア (instrumental)[4:32]
6. 恋の風船／smile（2002年1月23日、FLCF-7012）オリコン21位
  1. 恋の風船[5:22]（作詞：shiina／作曲・コーラス：カナコ／編曲：Haya10
    - NTV系「『AX MUSIC-FACTORY』AX POWER PLAY #061」テーマソング

  2. smile[5:30]（作詞：shiina／作曲・編曲：T2ya）
  3. 恋の風船 (Instrumental)[5:21]
  4. smile (Instrumental)[5:24]

  - 作曲: カナコ（speena）
7. propose（2002年6月26日、FLCF-7023）オリコン31位
  1. propose[4:42]（作詞：shiina／作曲・編曲：T2ya）
    - CTV・NTV系「ろみひー」エンディングテーマ

  2. 片想い[4:26]（作詞：shiina／作曲：T2ya／編曲：T2ya・Haya10）
    - アプラス「Walkerカード」CMソング

  3. propose (Instrumental)[4:42]
8. だから笑うんだ（2009年4月1日）[通常盤+初回限定盤(DVD付)]オリコン156位
  - この作品から「椎名法子」名義に戻す。
  - CD

  1. だから笑うんだ[5:04]（作詞・作曲：椎名法子／編曲：照屋林賢）
    - ANB系「最終警告!たけしの本当は怖い家庭の医学」4 - 6月エンディングテーマ/ABCテレビ他「今ちゃんの「実は…」」4月度エンディングテーマ/ABN,BS朝日「増田オンチュー」4月度エンディングテーマ/ケイキイズ「BLUE TRIBZ」CMソング

  2. 美ら桜[2:03]（作詞・作曲：椎名法子／編曲：照屋林賢）
    - ABN,BS朝日「増田オンチュー」4月度オープニングテーマ

  3. アイシテル アイシテル[4:55]（作詞・作曲：椎名法子／編曲：照屋林賢）
  4. だから笑うんだ -Acoustic version-[5:01]
    - ABCテレビ「ガラスの地球を救え」4月度テーマソング

  5. だから笑うんだ -Instrumental-[5:00]

  - DVD

  1. だから笑うんだ (Music clip)

### アルバム
1. shiina（2002年7月10日、FLCF-3915） - 最高位20位（オリコン）

### 映像作品
- Premio（フジテレビビジュアルクイーン2001）
  - VHS版（2001年7月4日発売、PCVC-11111）
  - DVD版（2001年8月1日、PCBC-50105）

## 出演

### テレビドラマ
- L×I×V×E（1999年、TBS） - 島崎さやか 役
- ベストフレンド（1999年、テレビ朝日）
- shin-D 東京らぶ（2000年2月 - 3月、日本テレビ）
- 伝説の教師（2000年、日本テレビ）
- 涙をふいて（2000年、フジテレビ）
- shin-D Ryo 〜恋の季節〜（2001年2月、日本テレビ）
- プラトニック・セックス（2001年、フジテレビ）
- ナースマン（2002年、日本テレビ） - 橘カオル 役
- ホーム＆アウェイ（2002年、フジテレビ）
- あなたの人生お運びします（2003年、TBS）
- 結婚のカタチ（2004年、NHK）- 妹・佐奈 役
- ドラマスペシャル ナースマン（2004年4月6日、日本テレビ） - 橘カオル 役
- プロポーズ（2005年、日本テレビ）
- 特命係長 只野仁（2006年 - 、テレビ朝日） - ジャパンテレビアナウンサー・瀬尾広子 役
- オトコの子育て（2007年、ABC・テレビ朝日）
- 無理な恋愛 第1話（2008年、関西テレビ）
- ツレがうつになりまして。（2009年、NHK）
- 娼婦と淑女（2010年、東海テレビ） - ナオミ役
- FACE MAKER（2010年、読売テレビ） - 柏木香苗役

### バラエティ
- Melodix!（2002年4月-6月、テレビ東京）※MC
- 禁じられた遊び 第四十二回「女子アナがやめられない」（2003年2月21日、フジテレビ） - 局野 亜奈 役
- 増田オンチュー（2007年、長野朝日放送）

### ラジオ
- 椎名法子のシャキッとビタミンCな。（ニッポン放送）

### CM
- ロッテ「ラ・フランス」（1998年）
- ロッテ「紗雪」（1999年）
- ホンダ「クリーン4」
- ライオン「Ban SELECT」（2000年）片瀬那奈、後藤理沙と共演。
- ライオン「ウオータリージェル」（2000年）
- アルペン （2000年-2002年）
- ピザーラ「ウインタークラブ」（2001年）

### WEB
- おっす!俺☆部 （2007年）

### 映画
- GTO（1999年、東映）
- オペレッタ狸御殿（2005年、松竹）
- 特命係長 只野仁 最後の劇場版（2008年、松竹）

### 写真集
- tabiato（2001年9月1日、ISBN 4-8470-2673-X）
- Nau ko*u aloha（2002年11月22日、ISBN 4-86046-058-8）

### 舞台
- 空間ゼリー「猫目倶楽部」（2008年11月27日-30日、池袋シアターグリーン BIG TREE）
- 空間ゼリー「猫目倶楽部2」-夏だ!海だ!バカンスだ!-（2009年7月22日-27日、池袋シアターグリーン BIG TREE）
- 中津留章仁LOVERS Vol.2『灰色の彼方』(2010年12月8日-14日、タイニイアリス)
- ザッパー熱風隊
  - 熱風素敵舞台vol.4「脇役の月」（2009年7月1日-5日、中野ウエストエンドスタジオ）
  - 熱風素敵舞台vol.6「バリューな時間」（2010年8月4日-8日、アイビット目白）
  - 熱風不敵舞台vol.4「トリリオンモンスター」（2011年1月22日、萬劇場）ゲスト